# Zwischenprüfung (Berufsausbildung)
In Deutschland ist während der Ausbildung in einigen anerkannten Ausbildungsberufen zur Ermittlung des Ausbildungsstands mindestens eine Zwischenprüfung entsprechend der Ausbildungsordnung durchzuführen (§ 48 Berufsbildungsgesetz). Bei Berufen mit drei- oder dreieinhalbjähriger Ausbildungsdauer soll die Zwischenprüfung vor dem Ende des zweiten Ausbildungsjahres stattfinden; bei zweijähriger Ausbildungsdauer vor dem  Ende des ersten Ausbildungsjahres.
Die Zwischenprüfungen sind, ebenso wie die Abschlussprüfungen bzw. Gesellenprüfungen, von den berufsständischen Körperschaften der gewerblichen Wirtschaft zu organisieren, z. B. den Handwerkskammern und Industrie- und Handelskammern. Abgenommen werden sie von den eingesetzten (berufenen) Prüfungsausschüssen der Kammern.
Das Ergebnis der Zwischenprüfung fließt nicht in die Abschlussnote ein.

## Gestreckte Abschluss- bzw. Gesellenprüfung
Mit dem Erlass neuer Ausbildungsordnungen sowohl im Handwerk (seit 2002) als auch in der Industrie (seit 2003) zeichnet sich eine neue Entwicklung ab:
Die Zwischenprüfung entfällt, stattdessen findet zum Zeitpunkt der bisherigen Zwischenprüfung ein vorgezogener erster Teil der Abschluss- bzw. Gesellenprüfung statt, dessen Ergebnis je nach Beruf zwischen 20 % und 40 % in die Abschlussnote einfließt. In der Fachterminologie wird dieses Verfahren als „Gestreckte Abschlussprüfung“ oder auch als „Abschlussprüfung in zwei zeitlich auseinander fallenden Teilen“ bezeichnet. Grundlage ist § 44 des Berufsbildungsgesetzes. 
Welche Berufe neu geordnet sind, ist beim Bundesinstitut für Berufsbildung zu erfahren.